# 2002年3月逝世人物列表
2002年逝世人物列表：1月 - 2月 - 3月 - 4月 - 5月 - 6月 - 7月 - 8月 - 9月 - 10月 - 11月 - 12月
2002年3月逝世人物列表，是用於匯總2002年3月期間逝世人物的列表。

## 依日期排序

### 1日
- 約翰·布魯姆（John Blume），92歲，美國结构工程師，被譽為“地震工程之父”。[1]
- C. Farris Bryant，87歲，美國州長（1961年至1965年任佛羅里達州第34任州長）。[2]
- 約翰·查倫斯（John Challens），86歲，是英國科學家和公務員，他説明研製了英國第一顆原子彈。[3]
- David DiMeglio，35歲，美國職業摔跤手，心臟病發作。
- Leigh Gerdine，85歲，美國音樂家、作曲家和公民領袖，心臟病發作。
- 大衛·曼，85歲，美國詞曲作者。[4]
- 鲍勃·史密斯，76歲，美國職業橄欖球運動員（洛杉矶道奇、底特律雄狮）。[5]
- Hocine Soltani，29歲，阿爾及利亞拳擊手，被謀殺。
- 多琳瓦德爾（Doreen Waddell），36歲，英國靈魂歌手（Soul II Soul），被車輛撞倒。[6]
- 約翰·維納斯，68歲，美國詩人。[7]
- 羅伯遜，96歲，英國聖公會主教。[8]

### 2日
- 安德列斯·阿奇拉（Andrés Archila），88歲，瓜地馬拉小提琴家和音樂指揮家。[9]
- 阿爾文·艾科夫（Alvin Eicoff），80歲，美國廣告主管，被稱為直接反應電視廣告的創始人。[10]
- Pasquale Giannattasio，61歲，義大利短跑運動員。[11]
- 弗里德里希·戈倫斯坦（Friedrich Gorenstein），69歲，俄羅斯猶太裔作家和編劇。
- Don Haig，68歲，加拿大電影製片人、編輯和製片人。
- 傑森·馬耶萊（Jason Mayélé），26歲，剛果足球運動員，交通事故。
- 哈夫丹·拉斯穆森（Halfdan Rasmussen），87歲，丹麥詩人。[12]
- 弗里茨·魯道夫·舒爾茨（Fritz-Rudolf Schultz），85歲，二戰期間的德國軍官和政治家。
- 阿列克謝·葉戈羅夫，26歲，俄羅斯冰球運動員（聖約瑟鯊魚隊），毆打。[13]

### 3日
- 亨利·納撒尼爾·安德魯斯（Henry Nathaniel Andrews），91歲，美國古植物學家。[14]
- G. M. C. Balayogi，50歲，印度律師和政治家，直升機墜毀。
- 維賈亞·巴斯卡（Vijaya Bhaskar），71歲，印度音樂總監和作曲家，心臟病發作。
- 馬文·弗蘭克爾（Marvin E. Frankel），81歲，美國法官（美國紐約南區地方法院美國地區法官）。[15]
- 哈蘭·霍華德（Harlan Howard），74歲，美國鄉村音樂詞曲作者（“I Fall to Pieces”，“Busted”，“Heartaches By The Number”，“Why Not Me”）。[16]
- 查理斯·麥克唐納（Charles H. MacDonald），87歲，美國空軍軍官，二戰期間的戰鬥機王牌。
- 弗蘭·麥基（Fran McKee），75歲，美國海軍少將。
- 艾爾·波拉德（Al Pollard），73歲，美國橄欖球運動員（陸軍，紐約揚克隊，費城老鷹隊）和廣播員，淋巴瘤。[17]
- 羅伊·波特（Roy Porter），55歲，英國歷史學家和作家，心臟病發作。[18]
- H·基思·湯普森（H. Keith Thompson），79歲，美國新納粹和政治作家。
- 拉惹阿里芬·拉惹苏莱曼（Raja Ariffin Raja Sulaiman），60岁，马来西亚政治人物，曾在马哈迪·莫哈末任内担任首相署副部长。心脏衰竭。[19]

### 4日
- 約翰·查普曼（John A. Chapman），36歲，美國空軍作戰控制員，被追授榮譽勳章。
- 埃裡克·弗林（Eric Flynn），62歲，英國演員和歌手（艾芬豪，凱撒，自由輪車），癌症。[20]
- 半村良，68歲，日本科幻小說、奇幻小說和恐怖小說作家，肺炎。
- Ugnė Karvelisehebeb，66歲，立陶宛作家和外交官。[21]
- 伯納德·馬特梅拉（Bernard Matemera），56歲，辛巴威雕塑家。
- 斯蒂芬·麥格（Stephen McGonagle），87歲，北愛爾蘭和愛爾蘭工會會員。
- 愛琳·米切爾（Elyne Mitchell），88歲，澳大利亞作家。[22]
- Prunella Ransome，59歲，英國女演員，喉癌。
- K. V. Raghunatha Reddy，77歲，印度政治家。
- 雪麗·安·拉塞爾（Shirley Ann Russell），66歲，英國服裝設計師，癌症。[23]
- Velibor Vasović，62歲，塞爾維亞足球運動員和經理，心臟病發作。
- 讓·伊莉莎白·蓋格·賴特（Jean Elizabeth Geiger Wright），78歲，美國環保主義者、教育家和動物活動家。

### 5日
- 霍華德·坎農（Howard Cannon），90歲，美國政治家（1959年至1983年擔任內華達州聯邦參議員）。[24]
- 斯坦尼斯瓦夫·揚科夫斯基（Stanisław Jankowski），90歲，二戰期間的波蘭國有企業特工和抵抗戰士。
- Surendra Jha 'Suman'，91歲，印度詩人、作家、出版商和政治家，心力衰竭。
- 弗朗西斯·麥克唐納（Frances Macdonald），87歲，英國畫家。
- 克萊·史密斯，87歲，美國棒球運動員（克利夫蘭印第安人隊，底特律老虎隊）。[25]

### 6日
- 查克·查普曼（Chuck Chapman），90歲，加拿大奧運籃球運動員（1936年夏季奧運會籃球銀牌）。[26]
- 理查·肯尼斯·戴爾（Richard Kenneth Dell），81歲，紐西蘭乳腺病學家。[27]
- 布萊恩·福格蒂（Bryan Fogarty），32歲，加拿大冰球運動員（魁北克北歐隊、匹茲堡企鵝隊、蒙特利爾加拿大人隊），心臟擴大。[28]
- 沃爾特·古德曼（Walter Goodman），74歲，美國作家，《紐約時報》記者。[29]
- 大衛·詹金斯（David Jenkins），89歲，威爾士圖書管理員。
- 約翰尼·諾蘭德（Johnny Norlander），81歲，美國籃球運動員。[30]
- 比爾·拉多維奇（Bill Radovich），86歲，美國橄欖球運動員和電影演員。
- 亨利·拉波波特（Henry Rapoport），83歲，美國有機化學家和學者。
- 拉爾夫·拉姆尼（Ralph Rumney），67歲，英國藝術家，癌症。[31]
- 迪特裡希·施密特（Dietrich Schmidt），82歲，二戰期間德國空軍夜間戰鬥機王牌。
- 伊莉莎白·斯通（Elizabeth W. Stone），83歲，美國圖書館員和教育家。
- 厄尼·威廉姆森（Ernie Williamson），79歲，美國橄欖球運動員（華盛頓紅人隊、紐約巨人隊、洛杉磯唐斯隊）。[32]
- 唐納德·威爾遜（Donald Wilson），91歲，英國電視編劇和製片人（《福賽特傳奇》《神秘博士》）。[33]

### 7日
- Doris Twitchell Allen，100歲，美國兒童心理學家。[34]
- 傑夫·查理斯（Geoff Charles），93歲，威爾士攝影記者。[35]
- Daaf Drok，87歲，荷蘭足球運動員。[36]
- 約翰·古德伊爾（John Goodyear），81歲，美國橄欖球運動員。[37]
- 特洛伊·格雷厄姆（Troy Graham），52歲，美國職業摔跤手，心臟病發作。
- 米奇·哈斯林（Mickey Haslin），92歲，美國棒球運動員（費城費城人隊、波士頓蜜蜂隊、紐約巨人隊）。[38]
- 伊恩·弗農·霍格（Ian Vernon Hogg），75歲，英國軍事主題書籍和傳記作家。[39]
- Mati Klarwein，69歲，德國畫家，癌症。[40]
- Franziska Rochat-Moser，35歲，瑞士奧運馬拉松運動員，雪崩。[41]
- 查理斯·賴特（Charles H. Wright），83歲，美國醫生，查理斯·賴特非裔美國人歷史博物館（Charles H. Wright Museum of African American History）創始人。[42]

### 8日
- 賈斯汀·阿霍馬德格貝-托梅廷，85歲，貝南政治家。[43]
- 羅賓·安德森（Robin Anderson），53歲，澳大利亞紀錄片製片人，癌症。[44]
- Al Bonniwell，90歲，美國籃球運動員（Akron Firestone Non-Skids）。[45]
- George F. Carrier，83歲，美國數學家，食道癌。[46]
- Marțian Dan，66歲，羅馬尼亞政治家和大學教授。
- 尤里·古索夫，61歲，俄羅斯奧運次中量級自由式摔跤手。[47]
- 長谷弘夫，66歲，日本配音演員，肺癌。
- 彼得·福爾摩斯（Peter Holmes），69歲，英國商人。[48]
- 比爾·詹森（Bill Johnson），85歲，美式橄欖球運動員（明尼蘇達大學綠灣包裝工隊）。[49]
- Jansug Kakhidze，66歲，喬治亞音樂家、作曲家、歌手和指揮家。[50]
- 溫妮·馬庫斯（Winnie Markus），80歲，捷克斯洛伐克-德國女演員，肺炎。[51]
- 泰德·塞普科夫斯基（Ted Sepkowski），78歲，美國棒球運動員（克利夫蘭印第安人隊，紐約洋基隊）。[52]
- 埃勒特·索爾瓦森（Ellert Sölvason），84歲，冰島足球運動員。

### 9日
- 鄧尼斯·博斯克（Denise Bosc），85歲，法國電影女演員。[53]
- 卡洛斯·卡薩雷斯（Carlos Casares），60歲，西班牙加利西亞語作家，心臟驟停。[54]
- 瑪麗·埃爾姆斯（Mary Elmes），93歲，愛爾蘭援助工作者，在第二次世界大戰期間拯救了200多名猶太兒童。[55]
- 倫納德·格什（Leonard Gershe），79歲，美國劇作家、編劇和作詞家，腦血管疾病。[56]
- 哈米什·亨德森（Hamish Henderson），82歲，蘇格蘭詩人。
- Bora Spužić Kvaka，67歲，塞爾維亞歌手和唱片藝術家。
- 諾曼德·洛克伍德，95歲，美國作曲家。[57]
- 穆罕默德·帕茲拉伊（Mohammad Paziraei），72歲，伊朗古典式摔跤手和奧運獎牌得主。
- 奧列格·特魯巴喬夫（Oleg Trubachyov），71歲，蘇聯和俄羅斯語言學家。

### 10日
- Elguja Amashukeli，73歲，喬治亞雕塑家和畫家。
- 路易絲·卡萊蒂（Louise Carletti），80歲，法國電影女演員。[58]
- 伊蘭·埃裡（Irán Eory），64歲，伊朗裔墨西哥女演員，中風。
- 吉納維芙·菲奧雷（Genevieve Fiore），90歲，美國婦女權利與和平活動家。
- 喬治·菲克斯（George Fix），62歲，美國數學家，癌症患者。[59]
- 埃裡克·倫羅斯（Erik Lönnroth），91歲，瑞典歷史學家。
- George Mungwa，尚比亞足球教練。
- 弗拉基米爾·納哈布采夫（Vladimir Nakhabtsev），63歲，蘇聯電影攝影師和演員。
- Gilmore Schjeldahl，89歲，美國商人，阿爾茨海默病。[60]
- 雪麗·斯科特（Shirley Scott），67歲，美國爵士管風琴家，心力衰竭。[61]
- 霍華德·湯普森（Howard Thompson），82歲，美國記者和電影評論家，肺炎。[62]
- 愛琳·沃思（Irene Worth），85歲，美國女演員（《小愛麗絲》，《青春甜蜜鳥》，《迷失揚克斯》），托尼獎得主（1965年，1976年，1991年），中風。[63]

### 11日
- 艾爾·考恩斯，50歲，美國棒球運動員（堪薩斯城皇家隊、加州天使隊、底特律老虎隊、西雅圖水手隊），心臟病發作。[64]
- Marion Gräfin Dönhoff，92歲，德國記者和《時代周報》出版商，以反對希特勒而聞名。[65]
- 喬治·約瑟夫·戈特瓦爾德（George Joseph Gottwald），87歲，美國羅馬天主教會主教。
- 魯道夫·赫爾（Rudolf Hell），100歲，德國發明家和製造商。
- Willibald Jentschke，90歲，奧地利-德國核物理學家。
- 弗蘭喬·庫哈裡奇（Franjo Kuharić），82歲，克羅埃西亞天主教樞機主教，心臟驟停。[66]
- Albert Ritserveldt，86歲，比利時賽車手。[67]
- 赫伯特·斯賓塞（Herbert Spencer），77歲，英國設計師、作家和攝影師。[68]
- 尼古拉斯·吉爾曼·撒切爾（Nicholas Gilman Thacher），86歲，美國外交官，肺纖維化。
- 詹姆士·托賓（James Tobin），84歲，美國經濟學家，腦血管疾病。[69]

### 12日
- 路易-瑪麗·比利（Louis-Marie Billé），64歲，法國羅馬天主教樞機主教，癌症。[70]
- 彼得·布劳（Peter Blau），84歲，美國社會學家。[71]
- 史蒂夫·格羅梅克，82歲，美國棒球運動員（克利夫蘭印第安人隊，底特律老虎隊）。[72]
- 阿卜杜勒·卡迪爾，57歲，巴基斯坦板球運動員。[73]
- John “Speedy” Keene，56歲，英國詞曲作者、歌手和鼓手，心力衰竭。
- 斯皮罗斯·基普里亚努，69歲，塞普勒斯第二任總統，癌症。[74]
- 傑奎琳·帕托尼（Jacqueline Patorni），84歲，法國網球運動員。
- 海因茨·佩爾克（Heinz Pehlke），79歲，德國電影和電視自由攝影師。
- 維塔利·佩斯科夫（Vitaly Peskov），57歲，俄羅斯漫畫家。
- Jean Paul Riopelle，78歲，加拿大畫家和雕塑家。[75]

### 13日
- 伊萬諾·布拉森（Ivano Blason），78歲，義大利足球運動員。[76]
- 汉斯-格奥尔格·伽达默尔，102歲，德國哲學家。[77]
- 阿卜杜勒·瓦哈卜·霍馬德（Abd al-Wahhab Hawmad），87歲，敘利亞政治家、律師和學者。[78]
- 納西爾·海珊（Nasir Hussain），75歲，印度電影製片人、導演和編劇，患有心血管疾病。
- 雅克·詹森（Jacques Jansen），88歲，法國重子馬丁歌手。[79]
- Lou Kahn，86歲，美國棒球運動員、經理、球探和教練。[80]
- Bayliss Levrett，88歲，來自佛羅里達州傑克遜維爾的美國賽車手，患有阿爾茨海默病。
- 尼克·米科斯基（Nick Mickoski），74歲，加拿大冰球前鋒。[81]
- 愛麗絲·杜邦·米爾斯（Alice du Pont Mills），89歲，美國飛行員。
- 馬克·莫蘭德（Marc Moreland），44歲，美國搖滾音樂家，腎衰竭。
- 波莉·萊利（Polly Riley），75歲，美國業餘高爾夫球手，癌症。
- 李斗益，81歲，北韓軍官和政治家。
- 休伯特·瓦格納（Hubert Wagner），61歲，波蘭排球運動員和教練（1968年夏季奧運會男子排球），交通事故。[82]

### 14日
- 斯梅爾·巴厘奇，81歲，波士尼亞-奧地利歷史學家、文化學家和學者。[83]
- 納爾遜·埃斯圖皮南·巴斯（Nelson Estupiñán Bass），89歲，厄瓜多作家，肺炎。[84]
- 凱文·丹納赫（Kevin Danaher），89歲，愛爾蘭民俗學家，愛爾蘭傳統習俗和信仰作家。[85]
- 卡爾·格拉茨（Karl Gratz），83歲，二戰期間奧地利-德國空軍戰鬥機王牌。
- Leon L. Van Autreve，82歲，美國陸軍軍士長。
- Cherry Wilder，71歲，紐西蘭作家，癌症。
- 湯瑪斯·溫希普，81歲，1965年至1984年擔任《波士頓環球報》的美國報紙編輯。[86]

### 15日
- 塔瑪拉·克里希納·戈斯瓦米（Tamala Krishna Goswami），55歲，美國野兔克里希納（Hare Krishna），車禍。[87]
- 蘭德·福爾摩斯（Rand Holmes），60歲，加拿大藝術家和插畫家，霍奇金淋巴瘤。
- 奧斯卡·佩雷斯，79歲，阿根廷籃球運動員。
- 维尔纳·翁格尔（Werner Unger），70歲，德國足球運動員。[88]
- 西爾維斯特·韋弗（Sylvester Weaver），93歲，美國電視台高管，因創作了《今天，今晚，家，廣闊的世界》而受到讚譽。[89]
- Jairo Zulbarán，32歲，哥倫比亞足球運動員，被謀殺。

### 16日
- 吉德·阿茲台克（Kid Azteca），88歲，墨西哥拳擊手。
- Carmelo Bene，64歲，義大利演員、導演和編劇，癌症。[90]
- 伊薩亞斯·杜阿爾特·坎奇諾（Isaías Duarte Cancino），63歲，哥倫比亞羅馬天主教大主教，被哥倫比亞革命武裝力量殺害。
- 馬庫斯·福克斯（Marcus Fox），74歲，英國政治家（希普利國會議員）。[91]
- 薩拉赫-哈桑·哈尼菲斯（Salah-Hassan Hanifes），89歲，以色列政治家。
- 奧瑪律·卡亞姆（Umar Kayam），69歲，印尼社會學家和作家，腸道出血。
- 恩斯特·昆內克（Ernst Künnecke），64歲，德國足球運動員和足球教練。[92]
- 達尼洛·斯托伊科維奇，67歲，塞爾維亞演員，肺癌。

### 17日
- Arthur Altschul，81歲，美國銀行家。[93]
- 比爾·大衛斯（Bill Davis），60歲，美式橄欖球教練。
- 歐內斯特·德布斯（Ernest E. Debs），98歲，美國政治家，加利福尼亞州議會（1942-1947），洛杉磯縣長（1958-1974）。[94]
- Rajammal P. Devadas，82歲，印度營養學家和教育家。
- Van Tien Dung，84歲，越南人民軍（PAVN）的越南將軍。
- 喬治·戈爾斯（Georges Gorse），87歲，法國政治家和外交官。[95]
- 羅塞塔·勒諾爾（Rosetta LeNoire），90歲，美國女演員（《家庭事務》《陽光男孩》《布魯斯特的百萬富翁》），糖尿病。[96]
- 瓦西裡·米特科夫（Vasil Mitkov），58歲，保加利亞足球運動員。
- Luise Rinser，90歲，德國作家。[97]
- Paul Runyan，93歲，美國高爾夫球手（兩屆PGA錦標賽冠軍，世界高爾夫名人堂成員）。[98]
- 克利斯蒂安·格拉夫·馮·克羅科夫，74歲，德國作家和政治學家。
- 威廉·威特尼（William Witney），86歲，美國影視導演，被譽為“B”級電影動作導演。[99]

### 18日
- 道爾頓·坎普，81歲，加拿大記者、政治戰略家和評論員。[100]
- 馬塞爾·鄧尼斯（Marcel Denis），79歲，比利時漫畫家（Tif et Tondu）。[101]
- Maude Farris-Luse，115歲，美國超級百歲老人，肺炎。[102]
- 鄧尼斯·福雷斯特（Denis Forest），41歲，加拿大演員，中風。
- 馬里奧·加里亞佐（Mario Gariazzo），71歲，義大利編劇和電影導演。
- R. A. Lafferty，87歲，美國科幻作家。[103]
- Van Leo，80歲，亞美尼亞-埃及攝影師。
- Johnny Lombardi，86歲，加拿大媒體大亨和電視製片人/主持人。
- Gösta Winbergh，58歲，瑞典歌劇男高音，心臟病發作。[104]

### 19日
- Marco Biagi，51歲，義大利法學家，殺人罪。[105]
- 蘿拉·博漢南（Laura Bohannan），80歲，美國文化人類學家，心臟病發作。
- 約翰·巴頓（John Patton），66歲，美國爵士樂，藍調和R&B音樂家，糖尿病併發症。[106]
- 大衛·比爾斯·奎因（David Beers Quinn），92歲，愛爾蘭歷史學家。[107]
- Erkki Salmenhaara，61歲，芬蘭作曲家和音樂學家。[108]
- 巴赫蒂亞爾·西亞吉安（Bachtiar Siagian），79歲，印尼電影導演和編劇。
- Naren Tamhane，70歲，印度板球運動員。[109]
- 愛德華·梅因·范·辛德倫-巴克爾（Eduard Meine van Zinderen-Bakker），94歲，荷蘭裔南非古生物學家，中風。

### 20日
- 安德拉·阿克斯（Andra Akers），58歲，美國女演員和慈善家，手術后併發症。[110]
- 伊本·哈塔卜（Ibn al-Khattab），32歲，沙烏地阿拉伯聖戰者埃米爾和恐怖分子，神經毒劑中毒。
- 朱利奧·阿爾菲里（Giulio Alfieri），77歲，義大利賽車和量產車工程師，隸屬於瑪莎拉蒂。
- 撒母耳·沃倫·凱里（Samuel Warren Carey），90歲，澳大利亞地質學家，大陸漂移的早期宣導者。[111]
- 尤金·菲格（Eugene Figg），65歲，美國結構工程師，數十座橋樑（陽光天橋）的獲獎設計師。[112]
- 喬治·馬科維斯庫，88歲，羅馬尼亞作家和共產主義政治家。
- 阿列克謝·葉斯科夫（Aleksei Yeskov），57歲，蘇聯足球運動員和教練。

### 21日
- David E. Blackmer，75歲，美國音訊工程師，被稱為DBX降噪系統的發明者和dbx的創始人。[113]
- 詹姆斯·F·布萊克（James F. Blake），89歲，美國公共汽車司機，蒙哥馬利公共汽車抵制的反對者，心臟病發作。[114]
- 湯瑪斯·弗拉納根，78歲，美國教授和小說家。[115]
- Horst Hauthal，88歲，德國大使。
- Renée Massip，94歲，法國作家和記者。[116]
- 尼科斯·潘加洛斯（Nikos Pangalos），87歲，希臘足球經理。
- Eugene G. Rochow，92歲，美國無機化學家。[117]
- 鮑裡斯·西奇金（Boris Sichkin），79歲，蘇聯和美國電影演員，舞蹈家，編舞家和藝人。
- 赫爾曼·塔爾馬奇（Herman Talmadge），88歲，美國政治家。[118]
- 歐內斯特·范登哈格（Ernest van den Haag），87歲，荷蘭裔美國社會學家、社會評論家和作家。

### 22日
- 魯道夫·鮑姆加特納（Rudolf Baumgartner），84歲，瑞士指揮家、小提琴家和音樂教育家。[119]
- 雅羅斯拉夫·切普，77歲，捷克斯洛伐克足球運動員。[120]
- 金斯福德·迪貝拉，70歲，巴布亞紐幾內亞總督。
- 馬塞爾·漢森（Marcel Hansenne），85歲，法國中長跑運動員和奧運獎牌得主。[121]
- 休·斯蒂芬（Hugh R. Stephen），88歲，加拿大政治家。

### 23日
- 恩佐·巴博尼（Enzo Barboni），79歲，義大利電影導演、攝影師和編劇。[122]
- 約翰·比比，90歲，美國奧運水手（1932年夏季奧運會8米帆船金牌得主）。[123]
- 理查·布拉德福德（Richard Bradford），69歲，美國小說家（《早晨的紅色天空》《離天堂很遠》）。[124]
- 安东尼奥·卡莱博塔，71歲，義大利奧運籃球運動員（1960年夏季奧運會男子籃球運動員）。[125]
- 傑克·杜蘭（Jack Doolan），82歲，美國職業足球運動員（喬治城，紐約巨人隊，芝加哥紅雀隊）。[126]
- 勞埃德·達克斯伯里（Lloyd L. Duxbury），80歲，美國政治家，明尼蘇達州眾議院議員。
- 愛琳·法瑞爾（Eileen Farrell），82歲，美國女高音歌唱家，演奏古典音樂和流行音樂。[127]
- 皮亞拉·辛格·吉爾（Piara Singh Gill），90歲，印度核物理學家。
- Ben Hollioake，24歲，英國板球運動員，車禍。[128]
- 馬塞爾·金特（Marcel Kint），87歲，比利時自行車賽車手。[129]
- 尼爾·米勒（Neal E. Miller），92歲，美國心理學家。[130]
- 米妮·羅哈斯（Minnie Rojas），68歲，古巴裔美國棒球運動員（加州天使隊）。[131]
- 理查·西爾伯特（Richard Sylbert），73歲，美國電影製作設計師和藝術總監（《誰害怕弗吉尼亞·伍爾夫？》《迪克·特雷西》《唐人街》），奧斯卡獎得主（1967年，1991年），癌症。[132]
- 萊夫·瓦格（Leif Wager），80歲，芬蘭演員。

### 24日
- 貝弗利·鮑爾（Beverly Bower），76歲，美國歌劇女高音（紐約市歌劇院，大都會歌劇院），癌症。[133]
- 梅斯·布朗，92歲，美國棒球運動員（匹茲堡海盜隊、布魯克林道奇隊、波士頓紅襪隊）。[134]
- 多蘿西·德萊（Dorothy DeLay），84歲，美國小提琴教師，癌症。[135]
- 塞萨尔·米尔斯坦（César Milstein），74歲，阿根廷生物化學家。[136]
- 韦恩·莫利斯（Wayne Molis），58歲，美國籃球運動員，中風。[137]
- 埃裡克·穆勒（Erik Møller），92歲，丹麥建築師。
- 鮑勃·賽義德（Bob Said），69歲，美國賽車手。[138]

### 25日
- 羅納德·韋爾林·卡西爾（Ronald Verlin Cassill），82歲，美國作家、編輯、畫家和石版畫家。[139]
- 愛德華多·林（Eduardo Lim），71歲，菲律賓奧運籃球運動員。[140]
- 肯·特雷爾（Ken Traill），75歲，英國橄欖球聯盟球員。
- 肯尼斯·沃爾斯滕霍爾姆（Kenneth Wolstenholme），81歲，英國足球評論員。[141]
- 希爾德·齊默爾曼（Hilde Zimmermann），81歲，二戰期間奧地利抵抗運動成員。

### 26日
- 蘭迪·卡斯蒂略（Randy Castillo），51歲，美國音樂家，奧茲·奧斯本（Ozzy Osbourne）和莫特利·克魯（Mötley Crüe）鼓手，皮膚癌。[142]
- 休·大衛斯·格雷厄姆（Hugh Davis Graham），65歲，美國歷史學家、社會學家、民權學者和作家。[143]
- 路易士·海沃德（Louis M. Heyward），81歲，美國製片人和影視編劇（《厄尼·科瓦奇秀》（The Ernie Kovacs Show）、《眨眼丁克和你》（Winky Dink and You），肺炎。[144]
- 傑拉爾德·海爾克馬，56歲，荷蘭足球運動員。
- Eugen Meier，71歲，瑞士足球運動員。[145]
- Joe Schermie，56歲，美國音樂家，心臟病發作。
- 泰斯托·西尼薩洛（Taisto Sinisalo），75歲，芬蘭共產黨政治家，芬蘭共產黨領導人。[146]
- Heinz Welzel，90歲，德國演員。
- Whitey Wietelmann，83歲，美國棒球運動員（波士頓蜜蜂隊/勇士隊，匹茲堡海盜隊）和教練。[147]

### 27日
- 米爾頓·伯爾（Milton Berle），93歲，美國喜劇演員，被稱為“米爾蒂叔叔”和“電視先生”（德士古星劇院，米爾頓·伯爾秀），結直腸癌。[148]
- 喬治·梅利基什維利（Giorgi Melikishvili），83歲，喬治亞歷史學家。
- 達德利·摩爾（Dudley Moore），66歲，英國演員和作家（犯規遊戲，10歲，亞瑟），肺炎。[149]
- 塞西尔·皮尔斯（Cecil Pearce），87歲，澳大利亞奧運賽艇運動員。[150]
- 葛籣·羅賓遜（Glen Robinson），87歲，美國特技和視覺效果藝術家，六次奧斯卡金像獎得主。
- 塔德乌什·鲁特（Tadeusz Rut），70歲，波蘭奧運錘擊手。[151]
- Geoffrey Sim，90歲，紐西蘭政治家。
- 傑西·斯特恩（Jess Stearn），87歲，美國記者，三十多本書的作者，其中九本是暢銷書，心力衰竭。
- 斯图雷·斯托克（Sture Stork），71歲，瑞典水手和奧運冠軍。[152]
- 98歲的東德官員、沃爾特·烏爾布里希特的第二任妻子洛特·烏爾布里希特（Lotte Ulbricht）倒下了。[153]
- 比利·懷德（Billy Wilder），95歲，奧地利裔美國電影導演和編劇（《雙重賠償》《公寓》《有些人喜歡它熱》），六次奧斯卡獎得主，肺炎。[154]

### 28日
- 托法爾·艾哈邁德（Tofail Ahmed），83歲，孟加拉國民間藝術研究員。
- 克拉倫斯·克拉夫特（Clarence B. Craft），80歲，美國陸軍士兵，榮譽勳章獲得者。[155]
- 克勞斯·克魯桑（Klaus Croissant），70歲，紅軍派系的東德律師，後來成為間諜和政治活動家。
- 蒂卡·汗（Tikka Khan），86歲，巴基斯坦陸軍上將。
- 弗朗西斯·牛頓·索薩（Francis Newton Souza），77歲，英國藝術家。[156]
- 阿爾伯特·惠特福德（Albert Whitford），96歲，美國物理學家和天文學家，現代光電光度測量學院院長。[157]

### 29日
- Henning Bahs，74歲，丹麥編劇和特效設計師。
- 約翰·卡梅隆（John Cameron），84歲，澳大利亞男中音歌劇演唱家。[158]
- 詹姆斯·T·庫欣（James T. Cushing），65歲，美國物理學、哲學、科學史和哲學教授。[159]
- 佛蘭克林·福斯伯格（Franklin S. Forsberg），96歲，美國出版商和外交官（美國駐瑞典大使）。[160]
- 埃伯哈德·梅尔（Eberhard Mehl），66歲，德國擊劍運動員和奧運獎牌得主。[161]
- Rico Yan，27歲，菲律賓模特和演員，急性胰腺炎。[162]

### 30日
- 阿南德·巴克什（Anand Bakshi），71歲，印度詩人和作詞家。
- 伊莉莎白王太后，101歲，喬治六世國王的英國配偶，肺炎。[163]
- Jean Pictet，87歲，瑞士法學家和法律從業者。
- 比約恩·斯皮德沃爾德，83歲，挪威足球運動員和足球經理。[164]
- 阿爾菲·斯托克斯（Alfie Stokes），69歲，英國足球運動員。[165]

### 31日
- Yara Bernette，82歲，巴西古典鋼琴家，心臟病發作。[166]
- 安妮·布魯斯夫人（Lady Anne Brewis），91歲，英國植物學家。
- 埃德加多·馬迪納貝蒂亞（Edgardo Madinabeytia），69歲，阿根廷足球守門員。[167]
- 盧西奧·聖佩德羅（Lucio D. San Pedro），89歲，菲律賓作曲家和教師，心臟驟停。
- Barry Took，73歲，英國作家、電視節目主持人和喜劇演員，癌症。[168]